# خارچه‌گرزی
خارچه‌گُرزی (Clavaporania fitchorum) گونه‌ای ستاره دریایی است که در تیره کناره‌پران قرار دارد. این آبزی بومی جنوب اقیانوس آرام مثل سواحل استرالیا است. خارچه‌گرزیدر سال ۲۰۱۴ میلادی در جنوب جزیره مک‌کواری کشف گردید. این گونه؛ تنها گونه شناخته شده در سرده خارچه‌گرزی‌ها (Clavaporania) است.
همان‌گونه که از نام این گونه برمی‌آید این ستاره دریایی خارچه‌هایی گرزمانند دارد.